# Trường Trung học phổ thông Hai Bà Trưng, Huế
Xem các trường có cùng tên Hai Bà Trưng tại bài định hướng Trường Hai Bà Trưng
Trường THPT Hai Bà Trưng tại Huế là một trong những ngôi trường lớn và có lịch sử lâu đời tại miền Trung và cả Việt Nam. 

## Lịch sử

### ThờiPháp thuộc
Lễ đặt viên đá đầu tiên xây dựng ngôi trường này diễn ra vào ngày 15 tháng 7 năm 1917, với sự hiện diện của Vua Khải Định, Toàn quyền Đông Dương Albert Sarraut, Khâm sứ Trung Kỳ J.E. Charles, quyền Khâm sứ Bắc Kỳ J.Le Galler, các hoàng thân, các vị Thượng thư và một số quan chức cao cấp người Pháp tại Đông Dương. 
Trong buổi lễ này, vua Khải Định đã cho đặt xuống móng ngôi trường một số hiện vật để làm kỷ niệm, gồm một cái hộp kim loại chứa 10 đồng Khải Định thông bảo và hai tờ giấy ghi biên bản của buổi lễ bằng tiếng Pháp
Dưới sự điều khiển của nhà thầu Leroy, gần hai năm sau, ngôi trường khánh thành. Đây là ngôi trường nữ đầu tiên và duy nhất dành cho nữ sinh cả 13 tỉnh Trung Kỳ bấy giờ đến học.
Khi thành lập, trường mang tên vua Đồng Khánh: Trường Cao đẳng Tiểu học Đồng Khánh (1919–1955). Suốt thời gian dài, trường chỉ dạy bậc tiểu học, về sau thêm trung học đệ nhất cấp (tương đương bậc trung học cơ sở hiện nay). Những hiệu trưởng đầu tiên là phụ nữ Pháp: Yvonne Lebris, Dubois, Boudron Damasy, Crayol, Mauriège, Gabrielle Martin. Từ năm 1945 về sau, điều hành nhà trường là các hiệu trưởng người Việt: Võ Thị Thể, Hồ Thị Thanh, Đào Thị Xuân Yến (quả phụ Nguyễn Đình Chi), Nguyễn Thị Quýt,...
Trong những năm đầu tiên của trường, nữ sinh mặc đồng phục màu tím nên trường còn được gọi là Trường Áo tím. Về sau, cũng dưới thời Pháp thuộc, đồng phục của nữ sinh được đổi thành màu xanh nước biển.

### ThờiViệt Nam Cộng hoà
Kể từ năm học 1955 - 1956, trường có tên trường Nữ Trung học Đồng Khánh  (1955 1975), bậc tiểu học được bãi bỏ chỉ còn lại bậc trung học. Với những nữ sinh đủ điều kiện học trung học đệ nhị cấp (tương đương bậc trung học phổ thông hiện nay) thì phải qua trường Quốc Học. Năm học 1963 – 1964, trường bắt đầu mở thêm bậc trung học đệ nhất cấp (tương đương bậc trung học phổ thông hiện nay), dạy nữ sinh từ lớp 6 cho đến lớp 12.

### Saungày 30/04/1975đến nay
Sau ngày thống nhất đất nước, cô Lê Thị Vui làm trưởng ban điều hành (tương đương với chức danh hiệu trưởng), tiếp đến là các cô Ngô Thị Chính, cô Phan Thị Thái Hà, cô Nguyễn Thị Ngọc Bích, thầy Hà Thúc Định, thầy Lê Huy Linh, cô Ngô Thị Thủy, thầy Nguyễn Phước Bửu Tuấn, thầy Nguyễn Chơn Đức, cô Nguyễn Thị Hoài Thu, thầy Ngô Đức Thức, thầy Lê Triều Sơn (từ 01/12/2023 đến nay).
Kể từ năm học 1975–1976, trường Nữ Trung học Đồng Khánh đổi tên thành trường Phổ thông trung học Trưng Trắc (Phổ thông cấp 3 Trưng Trắc) (1976–1982) và nhận thêm nam sinh.
Đến năm học 1981–1982, trường lại chuyển tên thành trường Phổ thông trung học Hai Bà Trưng (Phổ thông cấp 3 Hai Bà Trưng) (1982–1992).
Từ năm học 1992–1993 đến năm học 2003-2004, trường mang tên trường Trung học Hai Bà Trưng (Phổ thông cấp 2-3 Hai Bà Trưng) (1992–2004) và đảm nhận giảng dạy thêm cấp trung học cơ sở.
Từ năm học 2004–2005 cho đến nay, trường có tên là trường THPT Hai Bà Trưng.

## Kiến trúc

Cổng trường

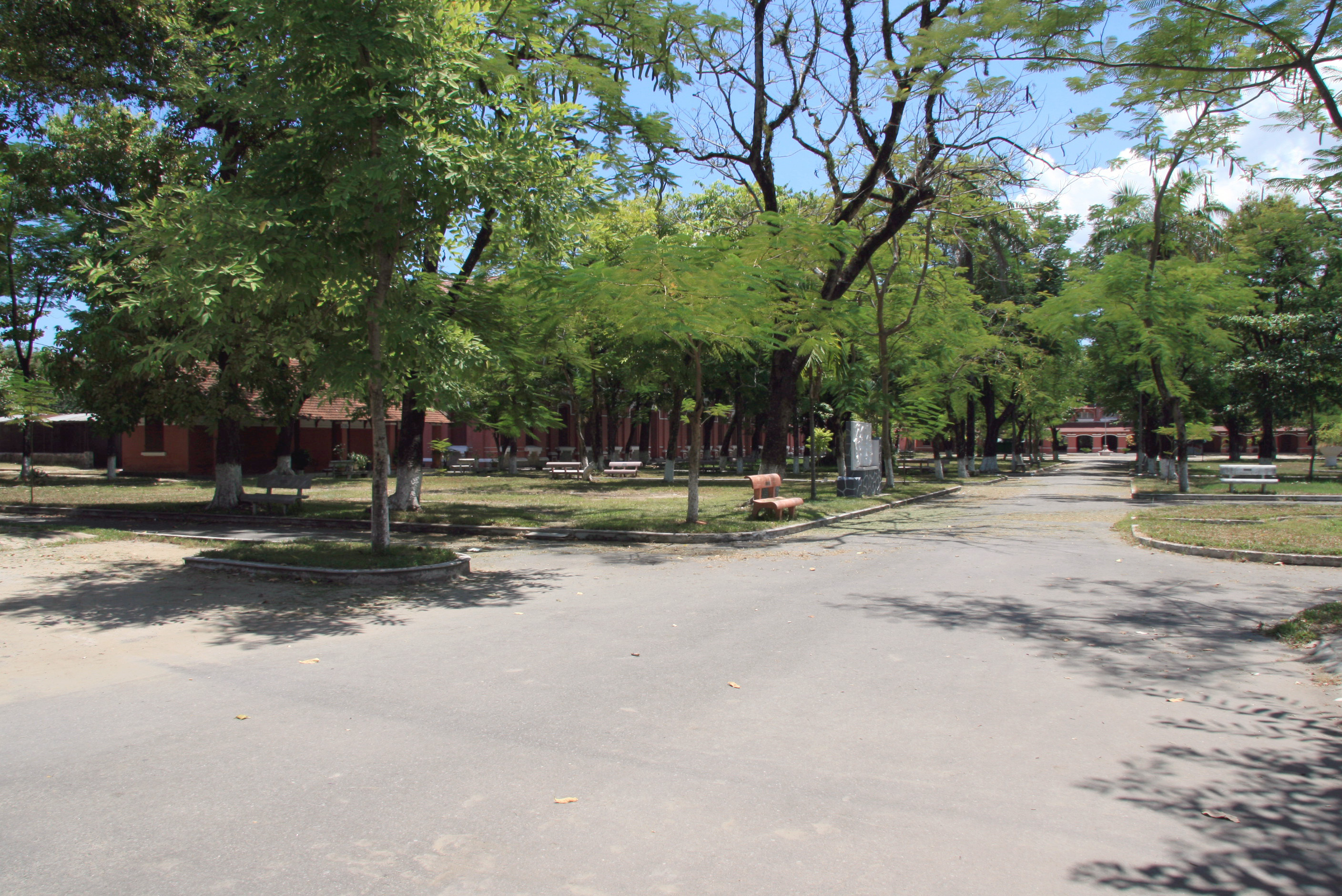
Dãy phòng học phía Tây (trái), nhà chơi (giữa) của trường Hai Bà Trưng

Cột cờ và nhà chơi

Dãy phòng thực hành

Khuôn viên trường rộng rãi, thoáng mát, kiến trúc trường khang trang và đầy đủ tiện nghi cho một cơ sở giáo dục và đào tạo. Trước đây, trường có 2 dãy lầu phía đông và tây đối diện nhau, tầng trên là tầng ngủ dành cho học sinh nội trú và tầng dưới là tầng học, đôi đoạn có thêm tầng ba là chỗ ở của Nữ Giám thị, phần cuối hai dãy lầu là nhà chơi có mái che, phía sau là sân vận động.
Theo kiến trúc ban đầu, trong trường còn có văn phòng, thư viện, bệnh xá, phòng thí nghiệm, phòng nhạc, phòng nữ công gia chánh, nhà bếp... tất cả được quét bằng vôi màu hồng thắm, nên còn được gọi là trường Hồng. Kể từ khi thành lập đến nay, nhà trường đã gia cố hay xây dựng thêm một số công trình phục vụ dạy và học, tuy nhiên dáng vẻ ngôi trường nói chung và diện mạo cổng trường nói riêng không thay đổi đáng kể.

## Hoạt động
Trong suốt khoảng thời gian từ khi thành lập đến năm 1975, đây là ngôi trường nữ duy nhất ở miền Trung dạy đủ các môn: Văn-Thể-Mỹ-Hạnh và lao động kỹ thuật. Ngoài việc học văn hóa và nữ công gia chánh (may vá, thêu thùa, làm bánh, làm mứt...), nữ sinh Đồng Khánh còn được học cách nuôi con, cách quản lý gia đình, được rèn luyện phong cách người con gái có học thức, có giáo dục, giản dị, trang nhã, lịch sự, khiêm tốn, tế nhị trong giao tiếp và một số môn học cơ bản về cứu thương..
Nhiều thế hệ nữ sinh Đồng Khánh tích cực tham gia các phong trào cách mạng Việt Nam: phong trào đòi ân xá và để tang Phan Bội Châu, những đêm xuống đường và "Hát cho đồng bào tôi nghe", cùng nhân dân thành phố Huế biểu tình yêu cầu quân đội Hoa Kỳ rút khỏi miền Nam Việt Nam...
Từ 1975 đến nay, trường thu nhận học sinh nam và nữ. Là một ngôi trường lớn, trung bình hàng năm, trường có trên 40 lớp học, đảm nhận giảng dạy cho hơn 2000 học sinh cấp trung học cho thành phố Huế. Từ năm học 1992 - 1993 đến năm học 2003 - 2004, trường đảm nhận giảng thêm cấp trung học cơ sở, số lượng lớp học trong những năm này lên tới trên 60 và số lượng học sinh hàng năm là trên 4000 học sinh.
Trường là một địa chỉ giáo dục có uy tín tại Huế. Với 100% giáo viên có trình độ Đại học và trên Đại học, tỷ lệ tốt nghiệp phổ thông trung học hàng năm trên 95%. Tỷ lệ đậu vào các trường Đại học, Cao đẳng và Trung học chuyên nghiệp trên 70%. Thường xuyên giữ những thứ hạng cao trong các kỳ thi Học sinh Giỏi của tỉnh cũng như các cuộc thi nghề phổ thông. Liên tục dẫn đầu trong các kỳ Hội khỏe Phù Đổng toàn tỉnh và nhiều giải thưởng trong các kỳ thi khác.

## Văn thơ
Nữ sinh Đồng Khánh là chủ đề được một số nhạc sĩ, nhà thơ...khai thác:
- Cô gái nữ sinh Đồng Khánh kia ơi. Cô đi về đâu tan buổi học rồi. Cô xuôi Đập Đá hay về Nam Giao. Cô về Bến Ngự hay về Đông Ba...

(Trích ca khúc: Cô Nữ Sinh Đồng Khánh. Sáng tác: Thu Hồ)
- ...Nữ sinh Đồng Khánh dạo chơi. Phấn thông vàng rải ngát trời Thiên An. Trống trường Đồng Khánh vừa tan. Trên đường Lê Lợi từng đàn bướm bay...

(Thơ: Nữ sinh Đồng Khánh. Tác giả: Mai Văn Hoan)